# Parament von Narbonne

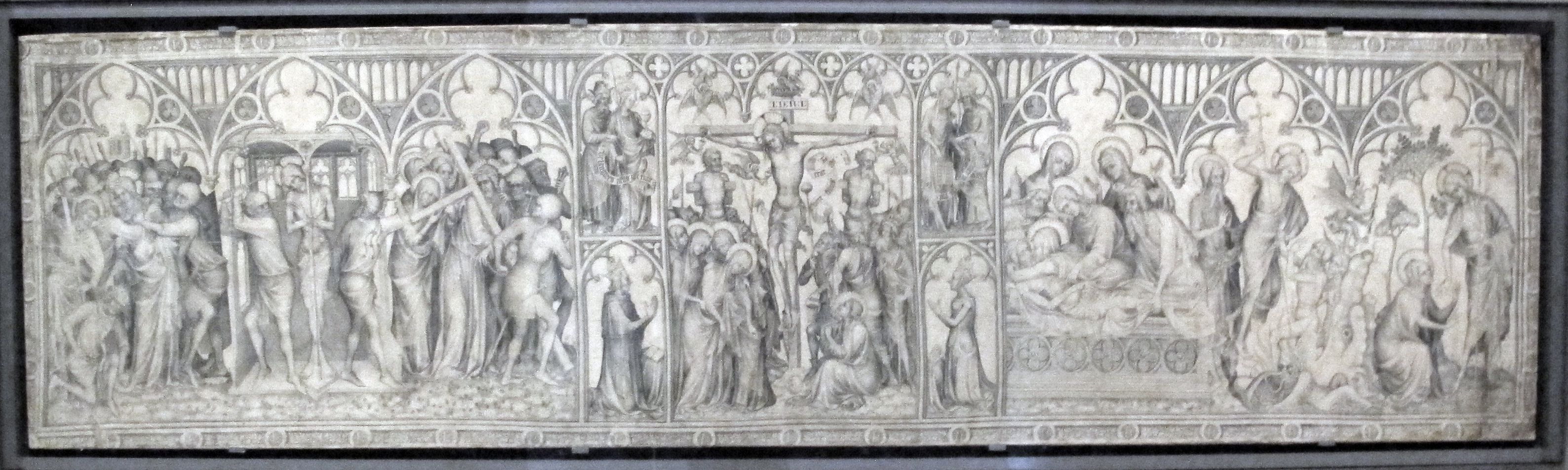
Parament von Narbonne, Gesamtansicht

Das Parament von Narbonne ist ein in Grisaille auf Seide vermutlich um 1375 in Paris gemalter Altarbehang, der im Louvre aufbewahrt wird.

## Entstehung und Geschichte
Der kostbare Antependium entstand in königlichem Auftrag zwischen dem Regierungsbeginn Karls V. von Frankreich (1364) und dem Tod seiner Gattin Johanna von Bourbon (1378). Der Maler ist namentlich nicht sicher bekannt, er wurde früher mit der Person des André Beauneveu in Verbindung gebracht, heute vermutet man eher eine Identität mit Jean d'Orleans, der um 1360 bis 1407 vom Hof beschäftigt wurde.
Nachdem das Werk zu unbekannter Zeit wohl in die Kathedrale von Narbonne gestiftet und gegen Anfang des 19. Jahrhunderts von dem Maler Julien Léopold Boilly (1796–1874) in Narbonne erworben worden war, kam es 1852 in den Louvre.  2015 wurde es aus konservatorischen Gründen für mehrere Jahre aus der ständigen Schausammlung genommen.

Die einzelnen Szenen des Paraments von Narbonne
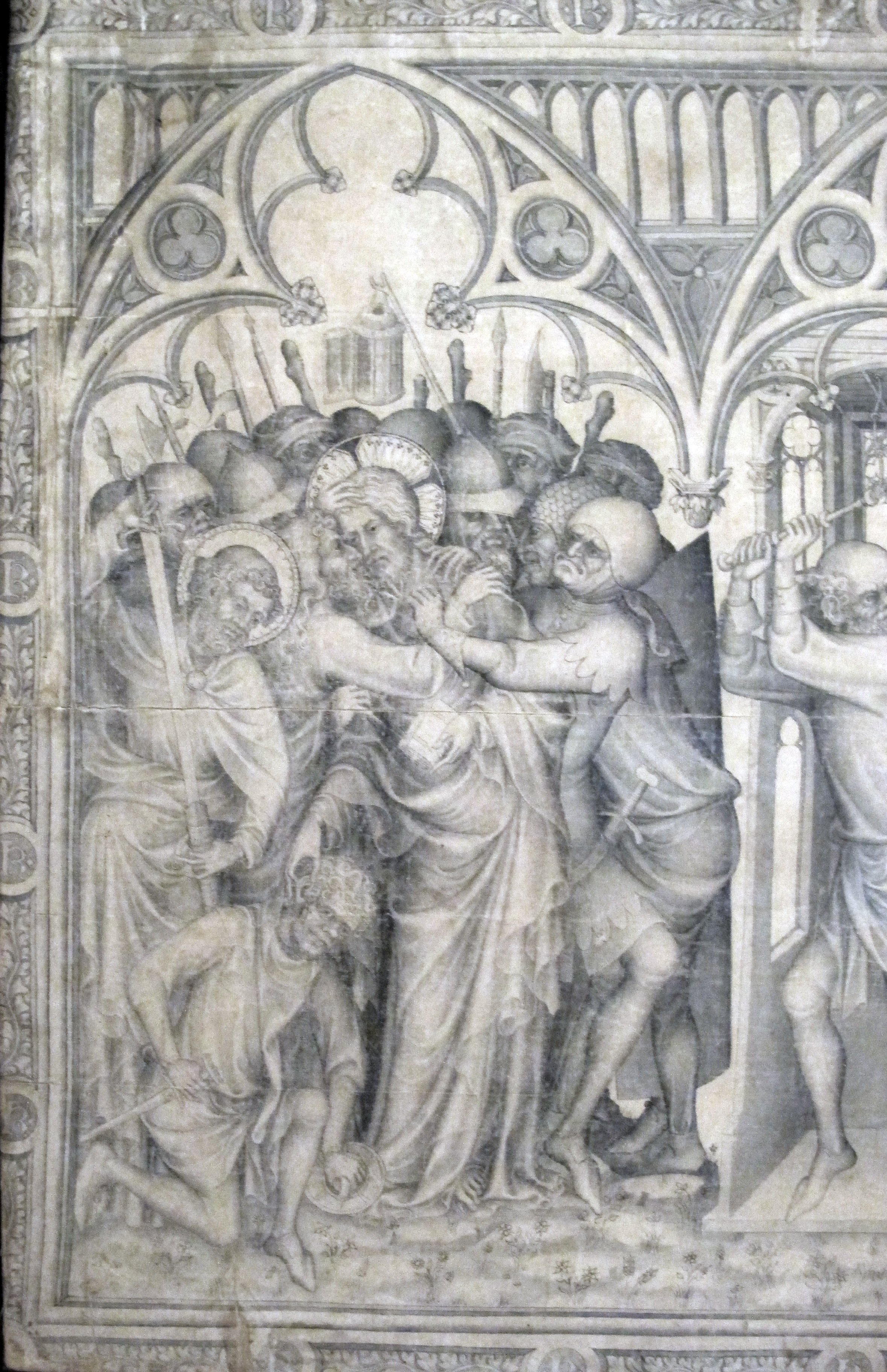
Gefangennahme
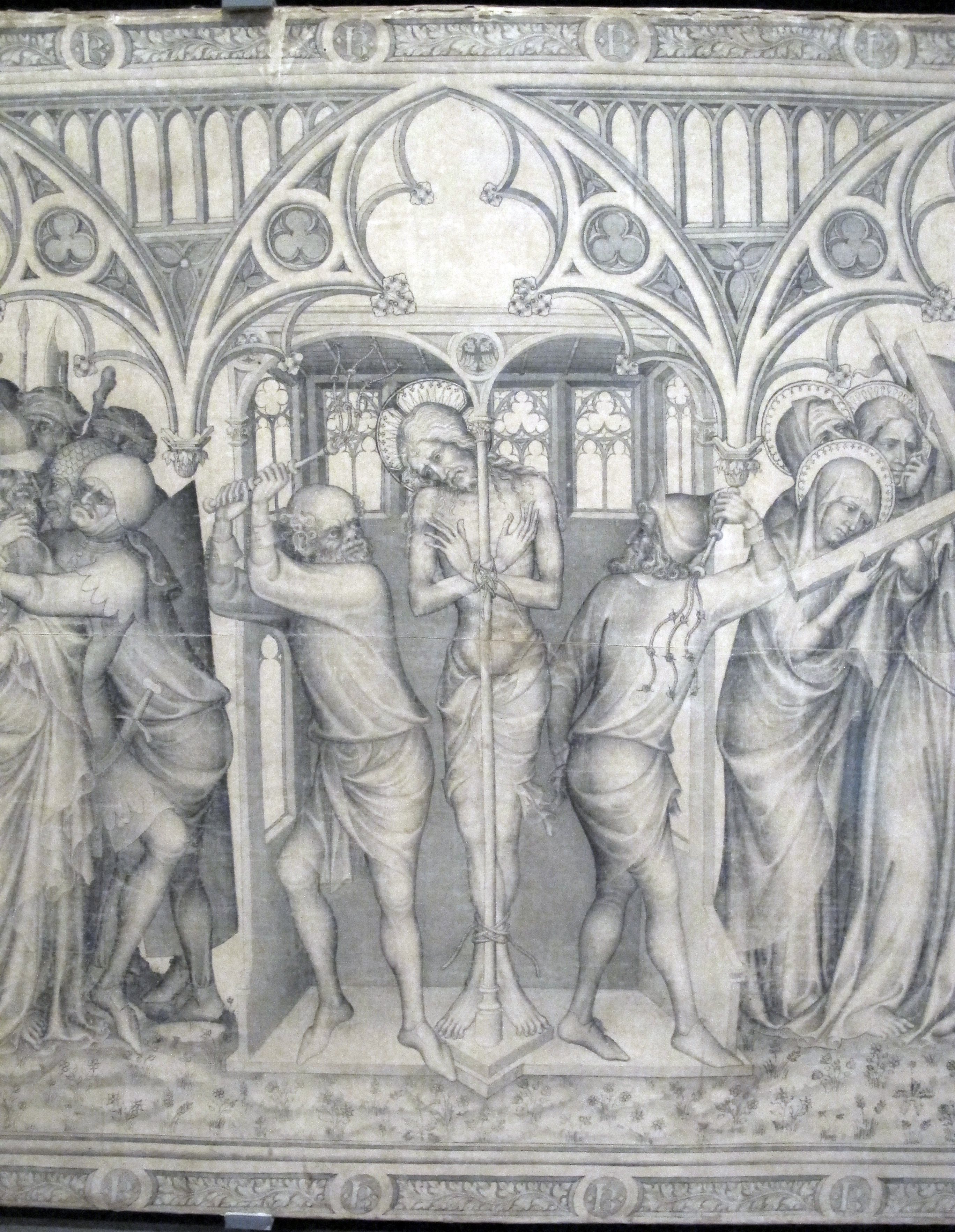
Geißelung
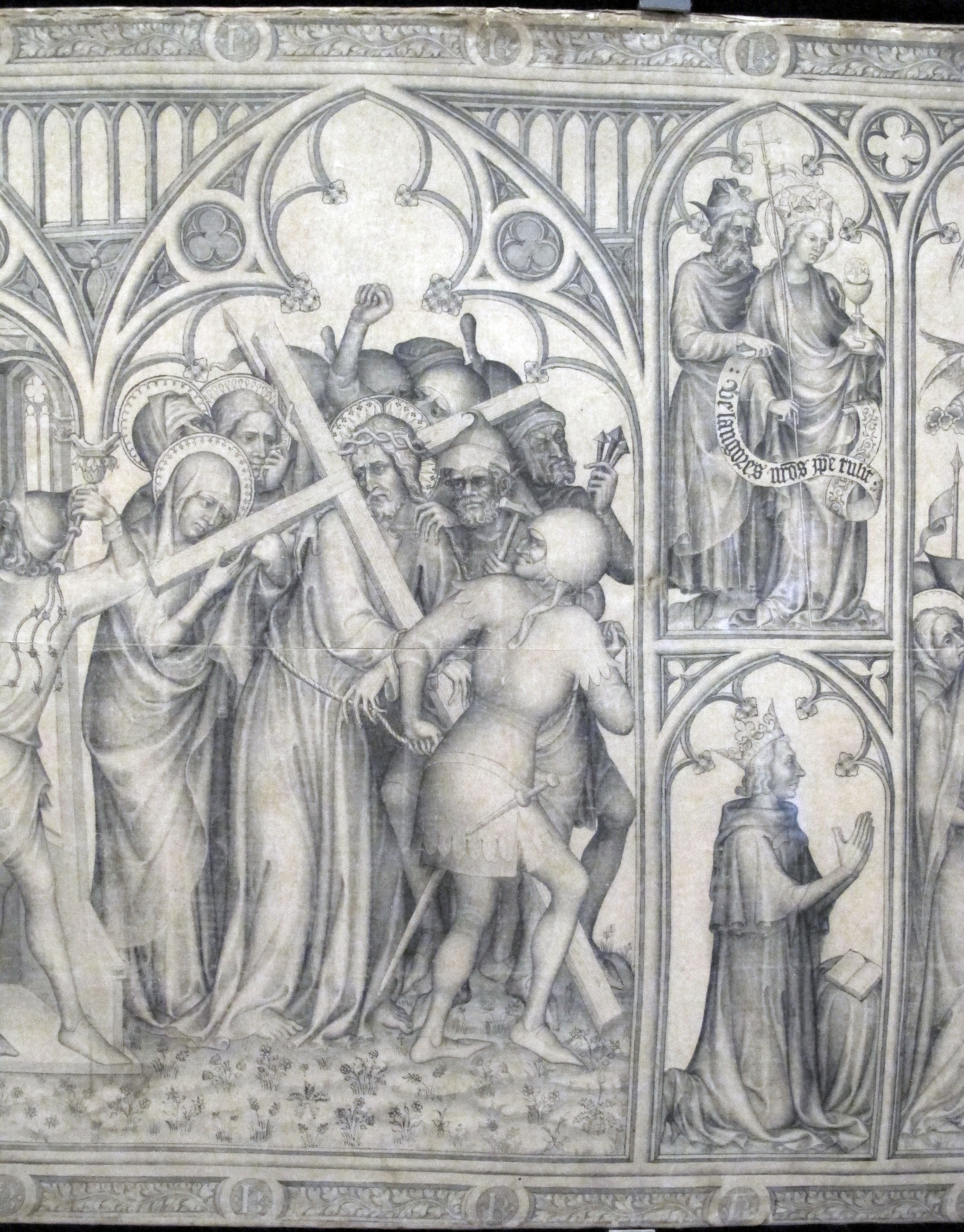
Kreuztragung und Stifterin
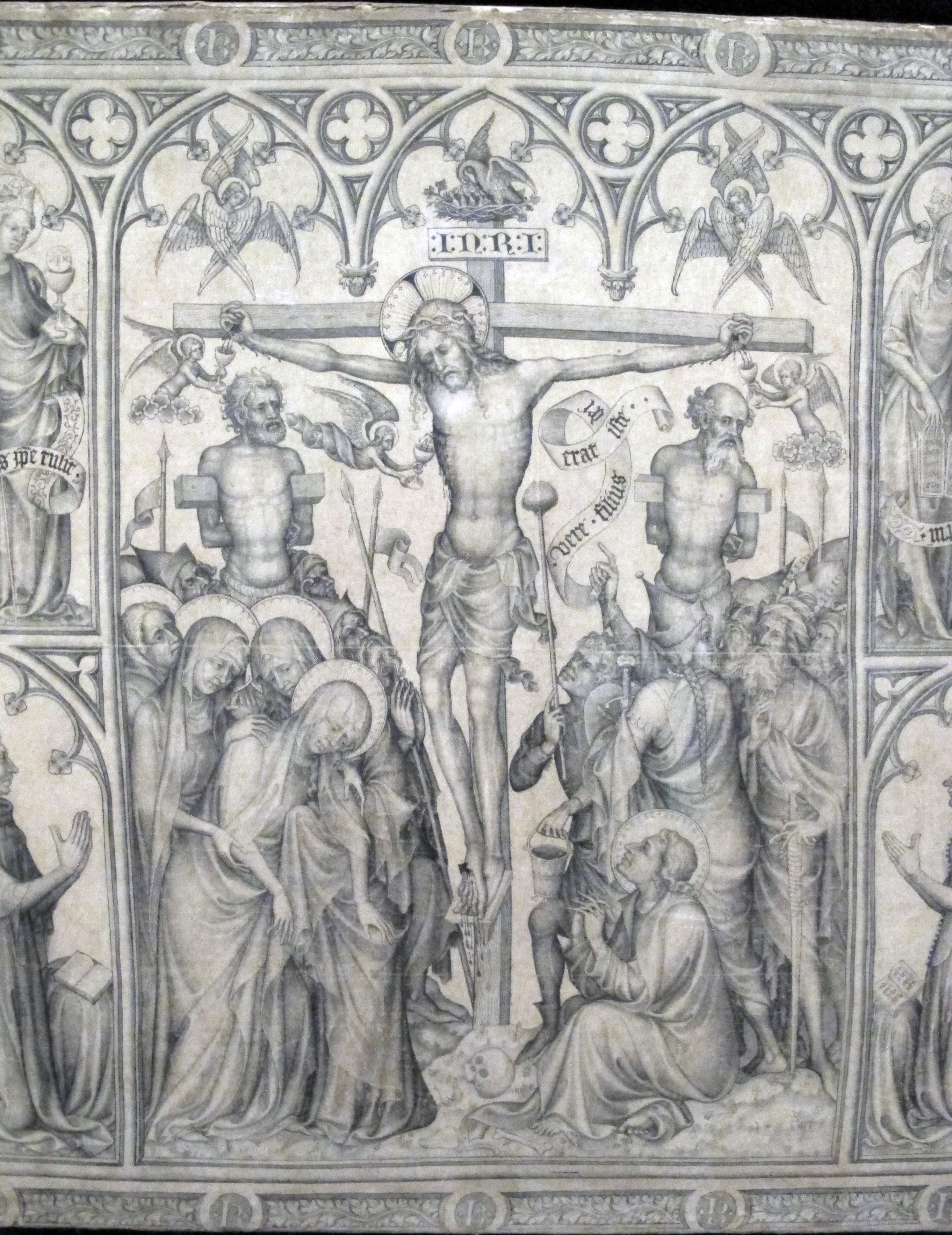
Kreuzigung
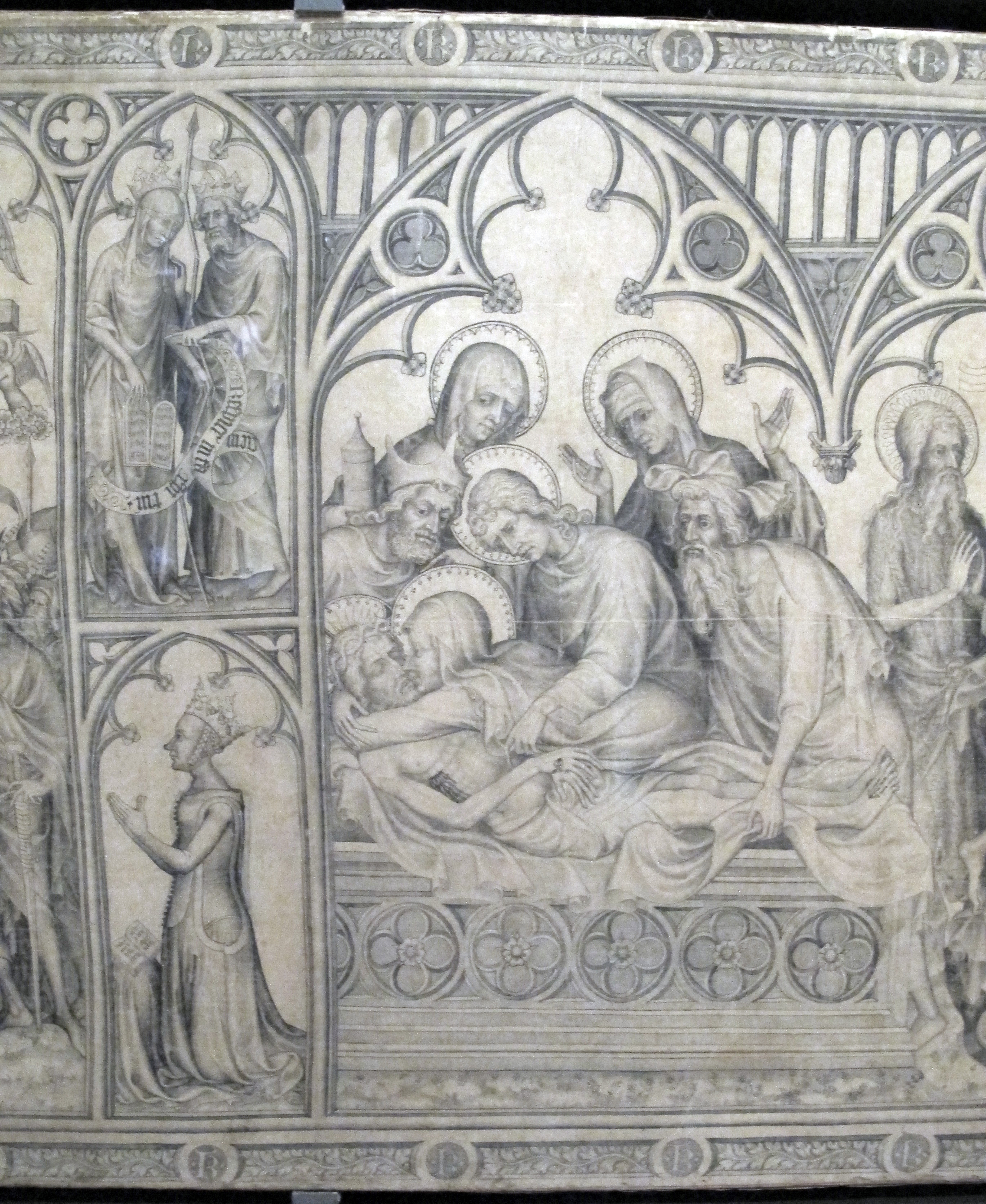
Grablegung
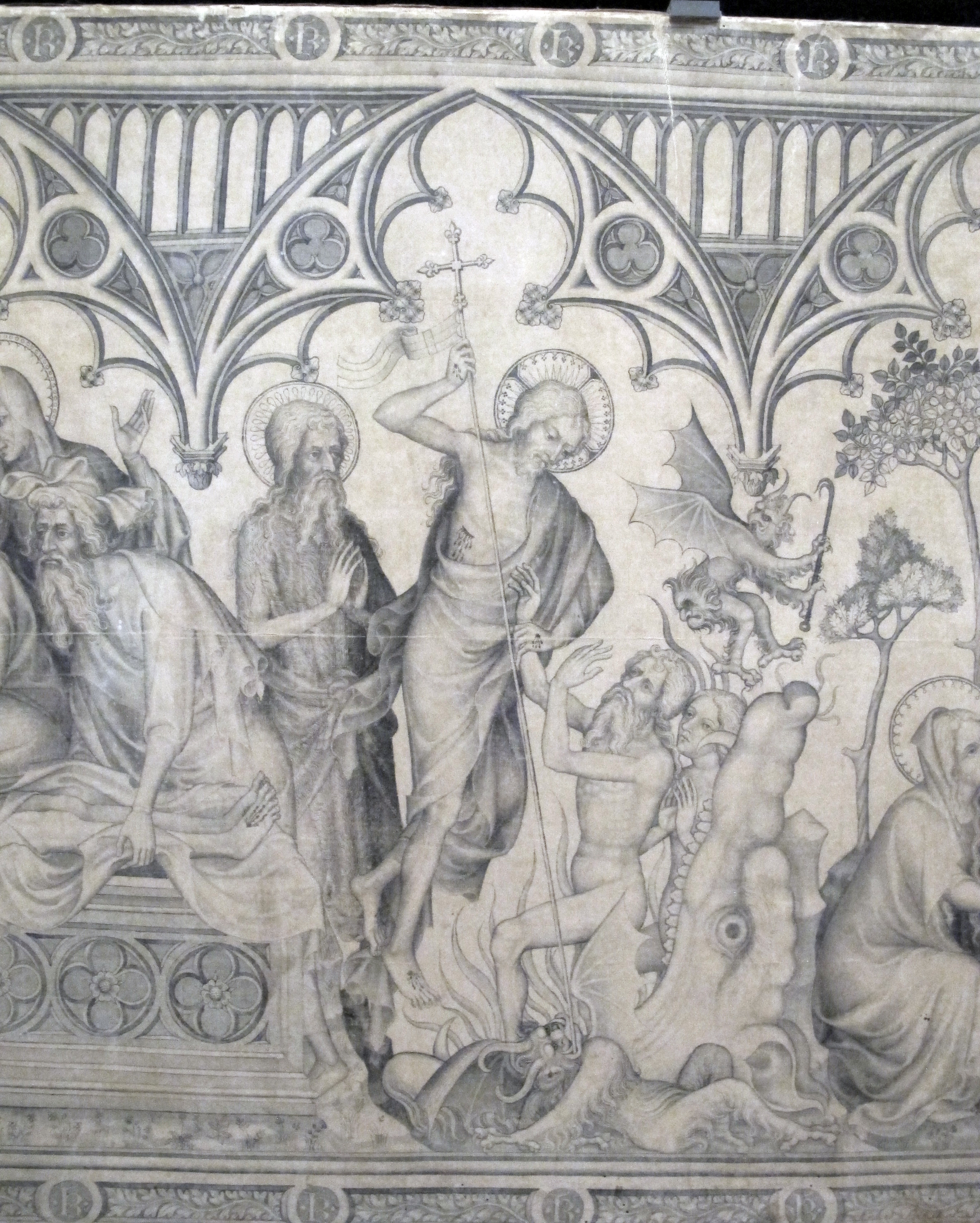
Abstieg Christi in die Unterwelt
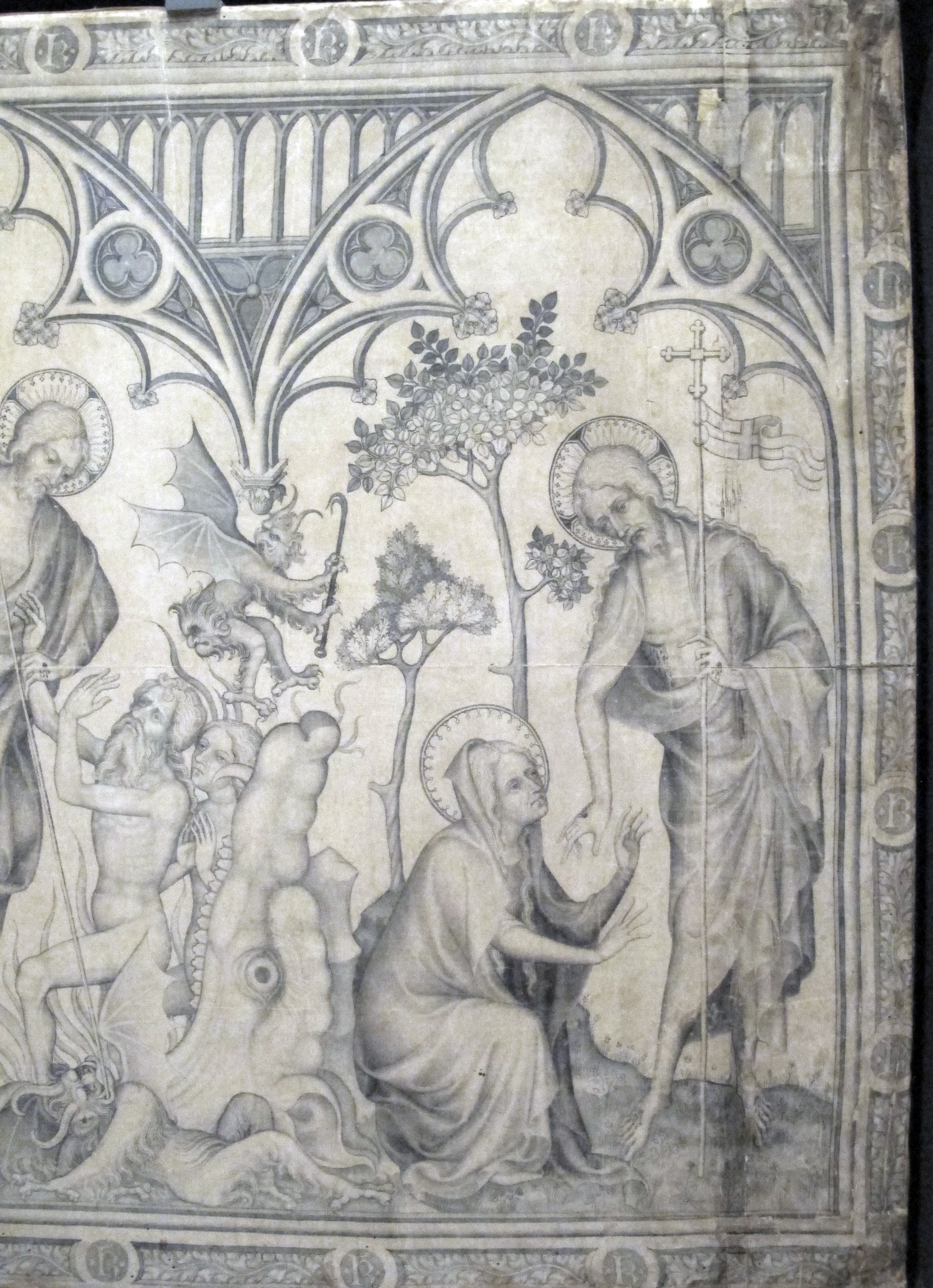
Noli me tangere

## Beschreibung und Ikonographie
Auf dem 78 × 208 cm großen weißen Seidenstoff sind in zeichnerischer Manier sieben Szenen aus der Passion Christi dargestellt: Gefangennahme, Geißelung, Kreuztragung, Kreuzigung, Grablegung, Abstieg Christi in die Unterwelt, Christus erscheint Maria Magdalena (Noli me tangere). Die Themen aus der Leidensgeschichte und die auf Farben verzichtende Maltechnik weisen darauf hin, dass der Altarbehang zum Gebrauch in der Fasten- oder Passionszeit des Kirchenjahres geschaffen wurde.
Seitlich der in der Mitte hervorgehobenen Kreuzigungsszene knien die königlichen Stifter, Karl V. und Johanna von Bourbon. In den Feldern darüber sind links eine Allegorie der Ecclesia mit dem Propheten Jesaja und gegenüber Synagoga mit König David zu erkennen. Die Initiale „K“ (für „Karolus“) wiederholt sich mehrfach in der Umrahmung.

## Kunstgeschichtliche Bedeutung
Das Parament von Narbonne gehört zu den bedeutendsten Bildschöpfungen der Pariser Hofkunst um 1400. In dieser Zeit des sogenannten Weichen Stils ist über die Grenzen Europas hinweg ein reger künstlerischer Austausch zu beobachten. So hatte auch der „Meister des Paraments von Narbonne“ Kenntnis der italienischen Malerei seiner Zeit, die vielleicht auch über die böhmische Malerei der Zeit vermittelt worden war. Auch hat man in den gehäuseartigen Architekturen stilistische Einflüsse des älteren Illuminators Jean Pucelle sehen wollen. Die künstlerische Handschrift des Parament-Meisters ist in Bilderhandschriften aus dem Umkreis der Pariser Hofkunst wiedererkennbar, so im Stundenbuch des René d'Anjou oder in den Très Belles Heures de Notre-Dame.
Die Figuren sind als schlanke Gestalten in anmutiger Bewegung gegeben, und wenn auch die perspektivische Räumlichkeit noch unvollkommen ausgebildet ist, sind doch die Körper als überzeugend plastische Volumina gezeichnet. Der geschichtliche Rang wird durch die Seltenheit so qualitätvoller Textilien aus gotischer Zeit noch gesteigert.